# St. Agatha (Schmerlenbach)

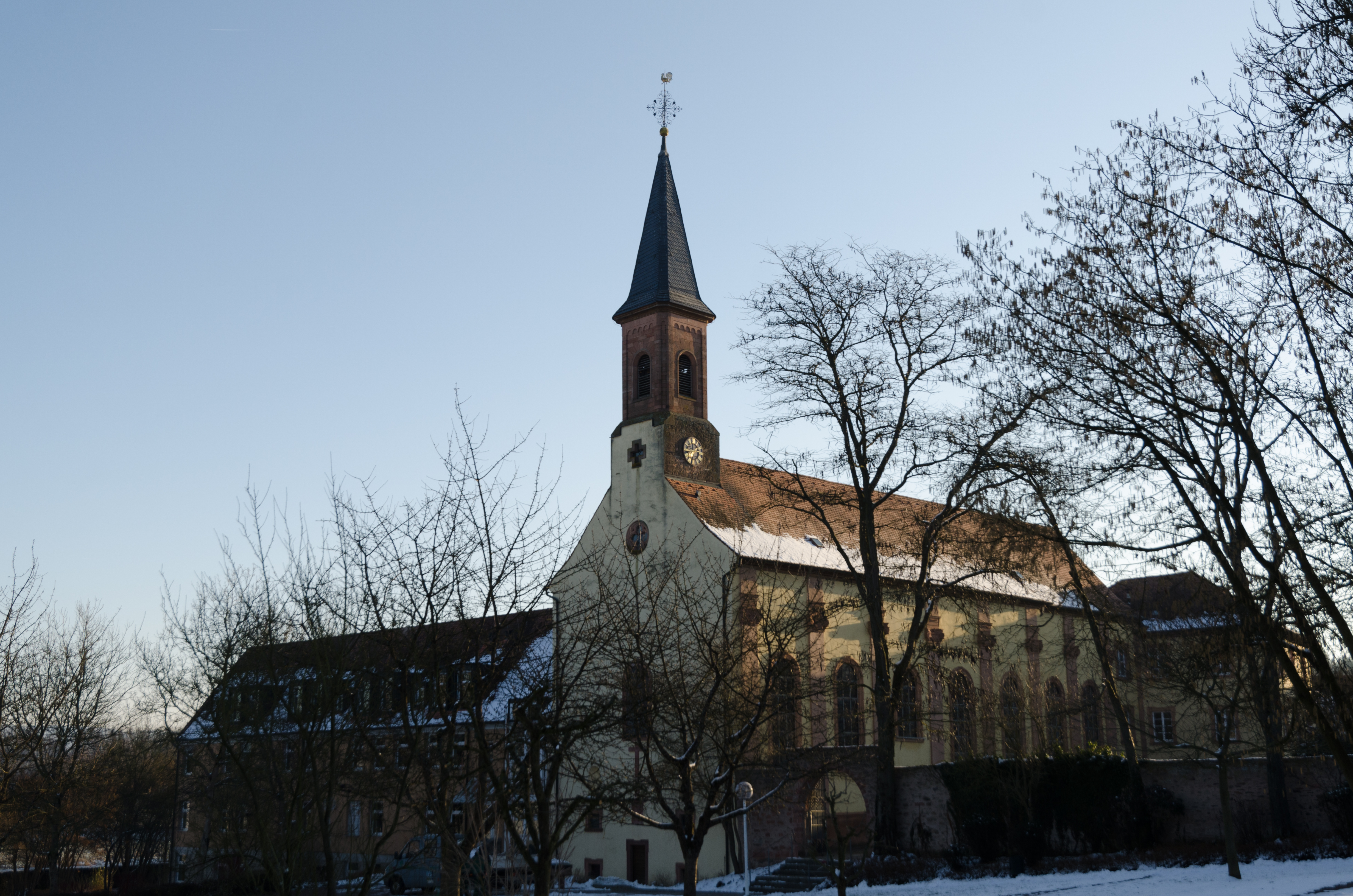
St. Agatha (Schmerlenbach)

Die römisch-katholische, denkmalgeschützte Pfarrkirche St. Agatha befindet sich in der Ortslage Schmerlenbach im Gemeindeteil Winzenhohl des Marktes Hösbach im Landkreis Aschaffenburg (Unterfranken, Bayern). Die Kirche ist unter der Denkmalnummer D-6-71-130-43 als Baudenkmal in der Bayerischen Denkmalliste eingetragen. Die Pfarrei gehört zur Pfarreiengemeinschaft Hösbach – Maria an der Sonne (Hösbach) im Dekanat Aschaffenburg-Ost des Bistums Würzburg.

## Beschreibung
Die 1758/59 gebaute Klosterkirche des ehemaligen Klosters Schmerlenbach ist seit 1812 Pfarrkirche und Wallfahrtskirche. Sie besteht aus einem Langhaus und einem leicht eingezogenen, dreiseitig geschlossenen Chor im Osten. Die Seitenwände sind mit Pilastern gegliedert, zwischen denen sich Bogenfenster befinden. Im Westen des Langhauses erhebt sich aus dem Satteldach ein quadratischer, neugotischer Dachturm, dessen oberstes Geschoss den Glockenstuhl beherbergt, und das über einem Bogenfries mit einem schiefergedeckten Knickhelm bedeckt ist. Das Geschoss darunter beherbergt die Turmuhr. Die Deckenmalereien im Innenraum sind mit Stuck umrahmt. Zur Kirchenausstattung gehört der um 1710 gebaute Hochaltar, die um 1720–30 gebauten Seitenaltäre und die um 1700 gebaute Kanzel. Ferner sind eine spätgotische Monstranz und ein Gnadenbild eines Marienbildnises vorhanden.